# 討薩表
討薩表とは、鳥羽・伏見の戦いに際して徳川慶喜が薩摩藩討伐を表明し、薩摩側の罪を列挙した弾劾書である。

## 全文
臣慶喜、謹んで去月九日以来の御事体を恐察し奉り候得ば、一々朝廷の御真意にこれ無く、全く松平修理大夫奸臣共の陰謀より出で候は、天下の共に知る所、殊に江戸・長崎・野州・相州処々乱妨、却盗に及び候儀も、全く同家家来の唱導により、東西饗応し、皇国を乱り候所業別紙の通りにて、天人共に憎む所に御座候間、前文の奸臣共御引渡し御座候様御沙汰を下され、万一御採用相成らず候はゞ、止むを得ず誅戮を加へ申すべく候。
　罪状書
一、大事件は衆議を尽すと仰出され候処、九日突然に非常の御改革を口実に致し、幼帝を侮り奉り、諸般の御所置私論を主張候事。
一、主上御幼冲の折柄、先帝御依託あらせられ候摂政殿下を廃し参内を止め候事。
一、私意を以て、宮・堂上方を恣に黜陟せしむる事。
一、九門其の外御警衛と唱へ、他藩の者を煽動し、兵仗を以て宮闕に迫り候条、朝廷を憚からざる大不敬の事。
一、家来共、浮浪の徒を語合い、屋敷へ屯集し、江戸市中押込み強盗いたし、酒井左衛門尉人数屯所え発砲・乱妨し、其の他野州・相州処々焼討却盗に及び候は証跡分明にこれ有り候事